# 음력 2월
음력 2월(陰曆二月) 또는 영월(令月), 여월(如月)은 음력에서 두 번째 달이다. 
이 달에는 경칩과 춘분 및 청명이 들어있으며, 음력 2월 30일이 없는 해도 있다.
월건은 묘(卯)이다.

## 2월이윤달인 해
- 1909년 (양력 1909년 3월 22일 ~ 4월 19일, 29일간)
- 1917년 (양력 1917년 3월 23일 ~ 4월 20일, 29일간)
- 1928년 (양력 1928년 3월 22일 ~ 4월 19일, 29일간)
- 1947년 (양력 1947년 3월 23일 ~ 4월 20일, 29일간)
- 2004년 (양력 2004년 3월 21일 ~ 4월 18일, 29일간)
- 2023년 (양력 2023년 3월 22일 ~ 4월 19일, 29일간)
- 2042년 (양력 2042년 3월 22일 ~ 4월 19일, 29일간)
- 2137년 (양력 2137년 3월 22일 ~ 4월 19일, 29일간)
- 2186년 (양력 2186년 3월 21일 ~ 4월 18일, 29일간)

## 기념일, 연중행사
- 음력 2월 1일 - 영등날, 머슴날, 중화절

## 참조
- 음력 360일